# Poltava-Aleksándrovskoe
Poltava-Aleksándrovskoe (en georgiano: პოლტავა-ალექსანდროვსკოე) o Ayibaju (en abjasio: Аҩыбахә) es una aldea que pertenece a la parcialmente reconocida República de Abjasia, parte del distrito de Gulripshi, aunque de iure pertenece al municipio de Gulripshi de la República Autónoma de Abjasia de Georgia.

## Geografía
Poltava-Aleksándrovskoe se encuentra en las estribaciones de los montes de Abjasia, en la orilla izquierda del río Kelasuri. La aldea se encuentra a 15 km de Gulripshi y se administra desde el pueblo de Bagmarani. 

## Demografía
La evolución demográfica de Poltava-Aleksándrovskoe entre 1959 y 1989 fue la siguiente:
| 229                                                 | 167 |
| (Fuente: Population of Abkhazia since Soviet times) |     |

Antes de la guerra de Abjasia, la mayoría de la población local eran georgianos.